# Arthabaska
Arthabaska es un municipio regional de condado situado en Quebec, Canadá. Según el censo de 2021, tiene una población de 74 348 habitantes.
Está ubicado en la región administrativa de Centre-du-Québec. La sede y ciudad más poblada es Victoriaville.

## Geografía
El municipio regional de condado de Arthabaska está ubicado al encuentro de la planicie del San Lorenzo y de la llanura de los Apalaches. Los MRC limítrofes son Bécancour al noroeste, L'Érable al noreste, Les Appalaches al este, Les Sources al sur, Drummond al suroeste y Nicolet-Yamaska al oeste.

## Historia
La población empieza con la llegada de francocanadienses desde los señoríos a lo largo del San Lorenzo. El MRC, creado en 1982, sucedió al antiguo condado de Arthabaska.

## Política
El prefecto actual (2022) es Christian Côté, alcalde de Kingsey Falls.

## Demografía
Según el censo de Canadá de 2021, hay 74 348 habitantes en este MRC. La densidad de población es de 39.4 hab./km². La población aumentó un 3.2 % entre 2016 y 2021. En 2021, el número total de inmuebles particulares ocupados es de 33 170. El 98.64% de la población habla francés.
Evolución de la población total, 1991-2021

## Economía
La economía regional se compuesta de la agricultura y de la industria de transformación, incluyendo la alimentación, el vestido y la madera.

## Comunidades locales
Hay 22 municipios en el territorio del MRC de Arthabaska.